# La dolce vita

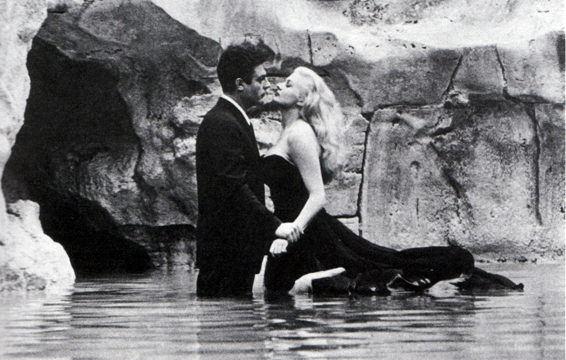
Secvență din film

La dolce vita ("Viața dulce" în italiană) este un film din anul 1960 regizat de către Federico Fellini. Este de obicei desemnat ca fiind filmul prin care Fellini trece de la filmul italian neo-realist la filmele de artă dinspre finalul carierei sale.
A fost inclus în lista celor 100 de filme italiene de salvat (100 film italiani da salvare).

## Sinopsis
Filmat la Roma în anii 1950, acolo unde Marcello (interpretat de Marcello Mastroianni) dezvăluie partea mai senzațională a știrilor, vedetelor de cinematograf, viziunilor  religioase și aristocrației decadente.Filmul dezvăluie șapte zile și șapte nopți din viața unui reporter.
Marcello trăiește cu Emma (Yvonne Furneaux), femeia care îl iubește și care își dorește o nuntă tradițională, dar este foarte posesivă și nu este capabilă să îi înțeleagă dorința de a găsi valoare și sens în existența lui. El se întâlnește cu o altă femeie – Anouk Aimée, care este o prietenă/amantă frumoasă, bogată și atrăgătoare, și Anita Ekberg care interpretează rolul unei actrițe americane celebre numită Sylvia. Marcello se întâlnește și de câteva ori cu o fată încântătoare și modestă care lucrează la un restaurant de pe plajă.

## Teme și motive
Secvențele de început ale filmului arată statuia ancorată a lui Iisus, suspendată cu ajutorul unor cabluri de un elicopter care zboară peste ruinele unui viaduct antic din Roma. Statuia este dusă Papei la Vatican. Jurnalistul Marcello și un fotograf numit Paparazzo îi urmăresc dintr-un al doilea elicopter. Simbolismul spiritual nu foarte subtil al lui Iisus, cu brațele deschise care îmbrățișează Roma în zborul său deasupra orașului, este repede înlocuit de un exemplu de profanare a stilului de viață și arhitectură "neomoderniste" ale "noii" Rome. Elicopterul lui Marcello's este ușor deviat de un grup de femei în costume de baie care făceau plajă pe acoperișul unei clădiri.  Elicopterul lui Marcello se învârte deasupra femeilor provocatoare, încercând să le ceară numărul de telefon. El râde mai apoi de încercarea sa nereușită și merge mai departe. 
Transportul statuii este una dintre numeroasele scene în care lucrurile religioase se află în centrul acțiunilor personajelor, în contrast cu stilul lor de viață mai puțin moral.

## Producție
Pelicula nu a fost filmată într-un singur loc: strada Via Veneto a fost meticulos recreată în studiourile Cinecitta Studios.
La "petrecerea nobililor", desfășurată la un castel din afara Romei, la care participă Marcello, câțiva dintre servitori și chelneri, precum și câțiva dintre invitații de la petrecere sunt interpretați de către adevărați aristocrați. 
Fellini a tăiat o scenă importantă care conținea ceea ce se dorea a fi relația dintre Marcello și o femeie mai bătrână care trăia într-un turn, interpretată de către câștigătoarea din anul 1930 a premiului Oscar - actrița Luise Rainer. După mai multe încercări de colaborare cu Rainer, Fellini a abandonat scena, fapt care a supărat-o pe actriță foarte mult, spunând că  "a stricat o piesă de îmbrăcăminte pentru acest personaj care nu va exista niciodată!"

## Apariții timpurii ale unor oameni celebri
Modelul și actrița Christa Paffgen, care a adoptat pseudonimul de Nico și care mai târziu a fost interpretă cu Velvet Underground, înainte de a continua cu o carieră solo, își interpretează propriul rol în scena "petrecerea nobililor".
Adriano Celentano, care mai târziu a devenit celebru ca actor și cântăreț, apare în scena din pseudo-vechiul club de noapte roman, unde Marcello îi face primele avansuri Sylviei. 